# Microspingus trifasciatus
El hemispingo trilistado (Microspingus trifasciatus), también denominado hemispingo trirrayado (en Perú), frutero de tres rayas o tangara trilistado, es una especie de ave paseriforme de la familia Thraupidae perteneciente al género Microspingus, antes situada en Hemispingus. Es endémico de los Andes peruanos y bolivianos.

## Distribución y hábitat
Se encuentra en la pendiente oriental de los Andes del centro de Perú desde Huánuco (al oeste del río Huallaga) hasta el centro de Bolivia (Cochabamba).
Esta especie es considerada  bastante común en su hábitat natural: los bordes de bosques montanos de altitud, ya cerca de la línea de árboles, principalmente entre los 2900 y los 3500 m.

## Sistemática

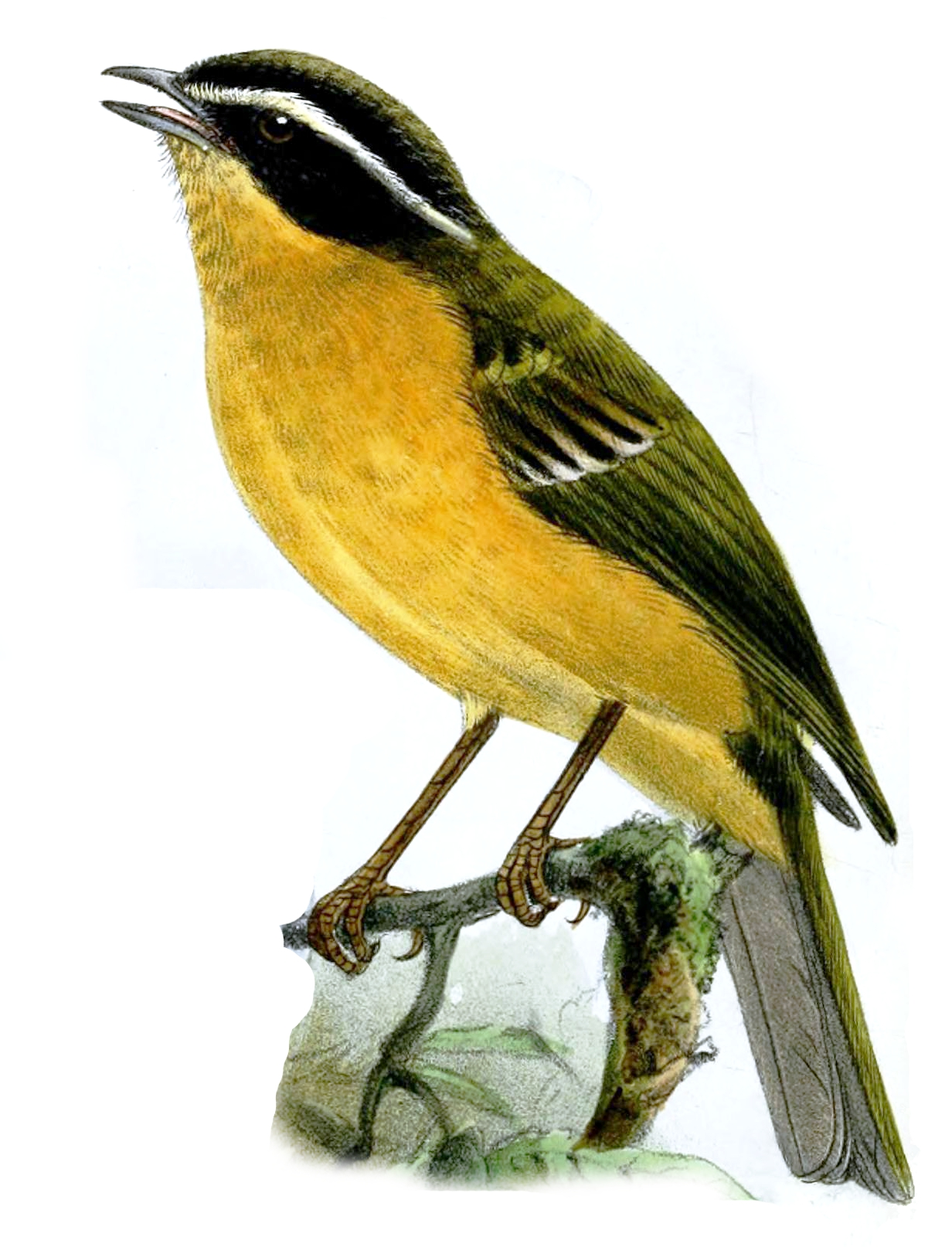
Microspingus trifasciatus; ilustración de Keulemans en Proceedings of the Zoological Society of London, 1874.

### Descripción original
La especie M. trifasciatus fue descrita por primera vez por el ornitólogo polaco Władysław Taczanowski en 1874 bajo el mismo nombre científico, y fue designada como la especie tipo de su género, descrito en la misma publicación; su localidad tipo es: « Maraynioc, Junín, Perú».

### Etimología
El nombre genérico masculino «Microspingus» se compone de las palabras griegas «μικρος mikros» que significa pequeño y «σπιγγος, σπιζα spingos» que es el nombre común del ‘pinzón vulgar’; y el nombre de la especie «trifasciatus», se compone de las palabras latinas «tri»: tres, y «fasciatus»: bandeado, listado.

### Taxonomía
Es monotípica.
La presente especie fue tradicionalmente incluida en el género Hemispingus, hasta que en los años 2010, publicaciones de filogenias completas de grandes conjuntos de especies de la familia Thraupidae basadas en muestreos genéticos, permitieron comprobar que estaba profundamente embebida en un clado formado por seis especies antes en el género Poospiza, clado este fuertemente soportado por los resultados encontrados y lejano al resto de las especies del género que integraban; para individualizarlo genéricamente, Burns et al. (2016) propusieron la resurrección del género Microspingus, de la cual la presente especie era la especie tipo. El reconocimiento del género resucitado y la inclusión de la especie fue aprobado en la Propuesta N° 730.14 al Comité de Clasificación de Sudamérica (SACC).